# Coppa del Re 1912
La Copa del Rey 1912 fu l'undicesima edizione della Coppa del Re, e mise in palio un arcaico titolo di campione di Spagna. Il torneo ebbe inizio il 31 marzo e si concluse il 7 aprile. La finale si svolse, secondo l'accordo di riunificazione della Federazione di due anni prima, nell'Industria Stadium di Barcellona dove proprio la squadra di casa riuscì ad alzare il trofeo per la seconda volta nella storia.

## Partecipanti
In principio le iscritte erano sei, ma l'Academia de Infantería e i campioni in carica dell'Athletic Bilbao, questi ultimi volendo riorganizzare la coppa, si ritirarono prima dell'inizio del torneo.

## Semifinali
|            | Risultato |            |
| ---------- | --------- | ---------- |
| Barcellona | 3 - 0     | Espanya    |
| Gimnástica | 2 - 1     | Unión Irun |

## Finale
| Arbitro: | Hamilton |

|                   |           |  |
| Massana Rodríguez | Marcatori |  |